# Le Vieux-Cérier
Le Vieux-Cérier – miejscowość i gmina we Francji, w regionie Nowa Akwitania, w departamencie Charente.
Według danych na rok 1990 gminę zamieszkiwały 154 osoby, a gęstość zaludnienia wynosiła 16 osób/km² (wśród 1467 gmin regionu Poitou-Charentes Le Vieux-Cérier plasuje się na 840. miejscu pod względem liczby ludności, natomiast pod względem powierzchni na miejscu 848.).